# Рибний сукет
Ри́бний суке́т (кат. suquet de peix, вимова [suˈkεt də pεɕ]) — типова традиційна страва каталонської кухні.
Рибний сукет — це навариста юшка з морепродуктів (вугор, креветки) та овочів — картоплі, капсикуму (мексиканського перцю) та моркви.